# Cartes de Bartolomeo Colomb

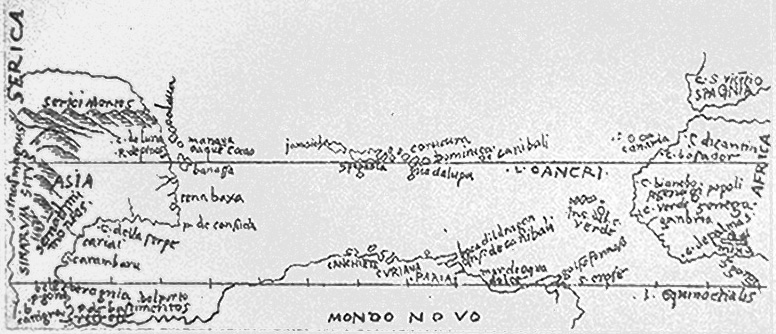
La carte des Indes

Les cartes de Bartolomeo Colomb sont un ensemble de trois esquisses dessinées en 1506 par Alessandro Zorzi sur la base d'informations données par Bartolomeo Colomb, le frère de Christophe Colomb.

## Description
Les cartes sont au nombre de trois : la première représente les Indes occidentales, la deuxième l'Afrique, la troisième l'Asie.

### La carte des Indes
La carte des Indes occidentales représente l'Espagne, l'ouest de l'Afrique, les Antilles et l'Amérique du Sud, jointe à l'Asie. L'équateur et le tropique du Cancer sont représentés par deux lignes horizontales ; la ligne équatoriale est graduée.
Cette carte résume admirablement les erreurs de perception des Colomb : sous-estimant grossièrement les distances, ils pensaient avoir atteint les côtes orientales de l'Asie. L'Amérique du Sud, au nord de laquelle se trouvent les Antilles est ainsi reliée à l'Asie ; le coin sud-ouest de la carte mélange les deux continents : Cattigara (Carigara, une ville des Philippines), indiquée dans l'atlas de Ptolémée, se retrouve en Amérique centrale, mais à la latitude (8°30' sud) donnée par Ptolémée.
Les Antilles s'arrêtent avant Cuba, pourtant découverte par Christophe Colomb. Bartolomeo essaie peut-être ainsi de ne pas la représenter comme partie de l'Asie, ce que croyait Christophe avec ferveur. Les Antilles sont encore 6° trop au nord.

## Histoire
Bartolomeo Colomb accompagne Christophe Colomb lors de son quatrième voyage, en 1502-1504. Pendant son naufrage en Jamaïque, Christophe Colomb écrit une lettre au roi Ferdinand où il décrit son exploration de la terre de Veragua (Nicaragua et Panama). À son retour, Bartolomeo cherche à obtenir une commission du roi Ferdinand afin de coloniser et christianiser la côte d'Amérique centrale. En 1506, il se rend à Rome afin d'obtenir une lettre de recommandation du pape Jules II, sans succès. Il y rencontre Alessandro Zorzi, un cartographe et cosmographe vénitien qui collectionne les récits d'explorateurs, et lui montre la lettre de Christophe Colomb. Zorzi la traduit, et y ajoute trois esquisses de cartes, sous la direction de Bartolomeo.
Les cartes se trouvent aujourd'hui à la Biblioteca Nazionale Centrale di Firenze, à Florence.

## Sources
- (en) J. Siebold, Slide #304 monograph: Sketch maps of the equatorial belt of the world lire en ligne
- (en) Dora Beale Polk, The Island of California: A History of the Myth, U of Nebraska Press, 1995,  (ISBN 0-8032-8741-0), pages 42-44
- (en) Thomas Suarez, Early Mapping of the Pacific, Tuttle Publishing, 2004,  (ISBN 0-7946-0092-1), pages 31, 36
- (en)  Alvaro Velho, João de Sá, Ernest George Ravenstein, A Journal of the First Voyage of Vasco Da Gama, 1497-1499, 1898, page xix lire en ligne (Google Books)
- Henry Harrisse, Christophe Colomb, 1884, page 206 lire en ligne (Google Books)